# Tygers of Pan Tang
Tygers of Pan Tang is een Britse heavy metalband. De naam is afkomstig uit de roman Stormbringer van Michael Moorcock.

## Bezetting
Oprichters
- Jess Cox (zang, tot 1980, 1999)
- Robb Weir (gitaar, tot 1983[1], sinds 1999)
- Richard Laws (= Rocky) (basgitaar, tot 1982)
- Brian Dick (drums, tot 1987)

Huidige bezetting
- Robb Weir (gitaar, tot 1983, sinds 1999)
- Jacopo Meille (zang, sinds 2004)
- Micky Crystal (gitaar, sinds 2013)
- Craig Ellis (drums, sinds 2001)
- Gavin Gray (basgitaar, sinds 2011)

Voormalige leden
- John Sykes (gitaar, 1980–1982)
- Jon Deverill (zang, 1981–1982, 1985–1987)
- Fred Purser (gitaar, keyboards, 1982)
- Steve Lamb (gitaar, 1983–1987)
- Tony Liddle (zang, 1983–1984, 2001)
- Tony Curry (basgitaar, 1983–1984)
- Neil Shepherd (gitaar, 1985)
- David Donaldson (basgitaar, 1985)
- Richie Wicks (zang, 2001–2004)
- Brian West (basgitaar, 2001–2011)
- Dean Robertson (gitaar, 2001–2013)

Gastmuzikanten
- Steve Thompson (basgitaar, keyboards, 1985–1987)
- Glen S. Howes (gitaar, 1999)
- Gavin Gray (basgitaar, 1999)
- Chris Percy (drums, 1999)

## Geschiedenis

### Jaren 1980
De band werd opgericht in 1978 in Whitley Bay in het noordoosten van het Verenigd Koninkrijk. Hun eerste album Wild Cat verscheen in 1980 en bereikte de Britse albumhitlijst (#18). Na het uitbrengen van het album werd John Sykes in 1980 toegevoegd als tweede gitarist. John Deverill verving Jess Cox in 1981, die na muzikale meningsverschillen de band verliet. In deze bezetting verschenen in hetzelfde jaar de beide albums Spellbound (#33) en Crazy Nights (#51).
Sykes verliet in 1982 de band en verving Snowy White bij Thin Lizzy. Sykes werd op zijn beurt vervangen door Fred Purser. In hetzelfde jaar bracht de band hun best verkochte album The Cage (#13, albumhitlijst) uit met de nog met Sykes opgenomen hit Love Potion #9 (#45, singlehitlijst). Bij dit album maakte de band voor de eerste keer gebruik van een externe songwriter. Desondanks had de band zich met het zeer commerciële album erg van hun oorspronkelijke stijl verwijderd en werd eind 1983 naar aanleiding van management- en labelproblemen officieel ontbonden. In het daaropvolgende jaar verscheen een Best Of-compilatie.
Van 1983 tot 1984 werd sporadisch opgetreden onder de naam Tygers of Pan Tang. In 1985 formeerden Deverill, Brian Dick, Steve Lamb, Neil Shepherd en David Donaldson een nieuwe formatie van de Tygers of Pan Tang met medewerking van de mainstream-producent Steve Thompson, die echter na twee succesloze album in 1987 weer afscheid nam. Ondertussen probeerden Robb Weir en Jess Cox in 1986 samen met Brian Emerson onder de naam Tyger Tyger een herformatie te bewerkstelligen van de oude band. Het project was echter slechts van korte duur. Alleen het nummer Small Town Flirt werd als enige song van dit project uitgebracht op het album First Kill.

### Jaren 1990
Nadat na 1987 van de band niets meer werd vernomen, kreeg mede-oprichter Jess Cox in 1999 het aanbod voor een optreden van de Tygers bij het Wacken Open Air-festival. Omdat Dick en Laws niet beschikbaar waren, werden Cox en Weir als overgebleven oprichter door drie muzikanten van de Britse heavy metalband Blitzkrieg tijdens het Open Air-optreden en de warming-up-concerten ondersteund. Op het programma voor het festival stonden naast hun vroegere hit Love Potion #9 uitsluitend songs van de oorspronkelijke bezetting van de band.

### Jaren 2000
Nadat Weir daardoor op het idee was gekomen voor de wedergeboorte van de Tygers, voerde hij dit idee uit. Buiten Weir kwamen Tony Liddle (voorheen Angel Witch), Brian West, Craig Ellis en Dean Robertson bij de band. Nog in hetzelfde jaar werd zanger Liddle na een album en twee optreden vervangen door Richie Wicks. Na verdere mutaties is de band met de in 2004 gekomen zanger Jacopo Meille, bassist Gavin Gray en gitarist Micky Crystal nog steeds actief.
Na verloop van tijd verschenen ook verschillende albums met tot nog toe niet uitgebrachte opnamen van de oorspronkelijke band.
In 2014 en 2017 werden enkele optredens in Duitsland afgewerkt.

## Verder
De band combineert de heavy metal van vroegere bands zoals Black Sabbath en Deep Purple met punkrock. Deze nieuwe stijlrichting werd algemeen aangeduid als New wave of British heavy metal (NWoBHM), met vertegenwoordigers als Diamond Head, Iron Maiden, Saxon en de vroege Def Leppard.

## Discografie

### Singles
- 1981: Hellbound
- 1982: Love Potion Number 9
- 1982: Rendezvous
- 1982: Paris by Air

### Albums
- 1980: Wild Cat (MCA Records)
- 1981: Spellbound (MCA Records)
- 1981: Crazy Nights (MCA Records)
- 1982: The Cage (MCA Records)
- 1983: The Best of the Tygers of Pan Tang (MCA Records)
- 1985: The Wreck-Age (Music for Nations)
- 1986: On the Prowl – The Best Of (MCA Records)
- 1986: First Kill (Neat Records)
- 1987: Burning in the Shade (Zebra Records)
- 1992: Singles (MCA Records)
- 2001: Mystical (Z Records)
- 2001: Live at Wacken (Spitfire Records)
- 2001: Live at Nottingham Rock City (Spitfire Records)
- 2002: Cybernation (The Demos)
- 2003: Live in the Roar (Angel Air Records)
- 2003: Noises from the Cathouse (Communiqué Records) - 2016 heruitgebracht als geremasterde versie van Angel Air Records met gewijzigde titelvolgorde en drie toegevoegde titels
- 2005: Leg of the Boot (Angel Air Records)
- 2005: Big Game Hunting/the Rarities (Castle Music)
- 2005: Bad Bad Kitty (Eagle Rock)
- 2005: Detonated (Hallmark Music & Entertainment)
- 2007: Back & Beyond - gelimiteerde ep
- 2008: Animal Instinct (Livewire)
- 2009: Animal Instinct x 2 (Angel Air Records) - Nieuwe editie van de voorjaarsalbums met vijf toegevoegde nummers en een bonus-dvd
- 2010: The Wildcat Sessions (Hard Rock Records) - ep met nieuwe opnamen van enkele nummers van de Wild Cat-albums
- 2011: The Spellbound Sessions (Hard Rock Records) - ep met nieuwe opnamen van enkele nummers van de Spellbound-albums
- 2012: Ambush (Night Of The Vinyl Dead Records)
- 2014: The Crazy Nights Sessions (Hard Rock Records) - ep met nieuwe opnamen van enkele nummers van de Crazy Nights-albums
- 2015: Tygers Sessions: The First Wave (Skol Records) - samenvatting van de ep's The Wildcat Sessions en The Spellbound Sessions op een cd
- 2016: Tygers of Pan Tang (Target Group Aps (Soulfood))
- 2017: The MCA Years (MCA Records) - box met de eerste vier studioalbums in Cardsleeves in het design van de originele-vinylalbums en de bonus-cd At the BBC (1980-82)

### Videoalbums
- 2003: Visions from The Cathouse
- 2003: Live
- 2009: Live at Berlin Studios